# Villa (geografia)
Con villa in latino s'indicava originariamente una dimora di campagna o una fattoria con podere. 
Con il tempo in italiano antico il termine ha acquistato anche il nuovo significato di piccolo centro abitato divenendo, in pratica, un equivalente di vicus, quindi borgata o villaggio di campagna.
Villaggio ha una chiara derivazione da villa così come villano o villico, che identificano l'abitante delle ville, anche nella definizione più specifica di "agricoltore" o "campagnolo".

## Storia

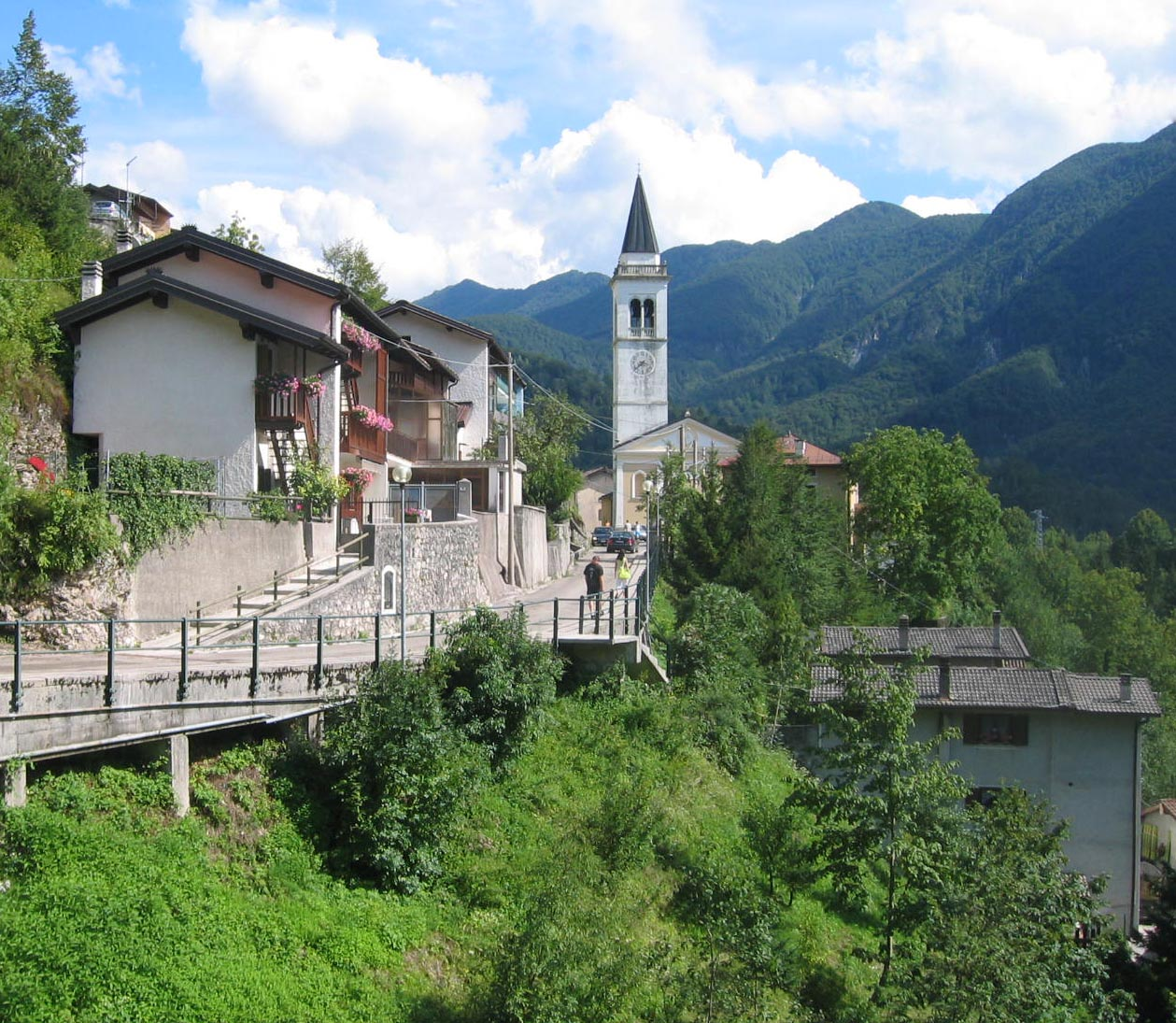
La villa di Stolvizza di Resia (UD)

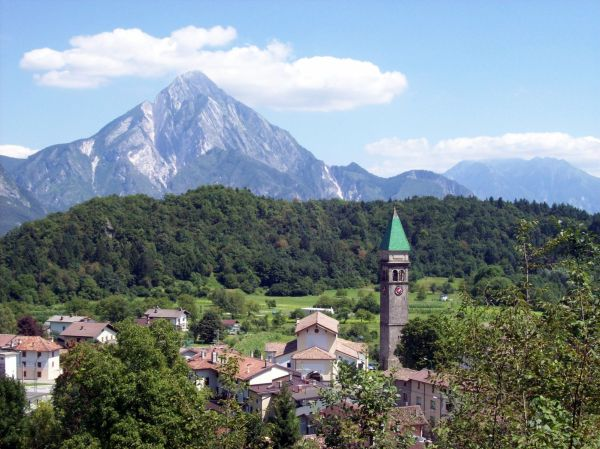
Villa di Verzegnis (UD)

Dal medioevo con il termine ville venivano soventemente identificati, in particolare nei documenti ecclesiastici, i villaggi soggetti ad una pieve.
Nelle lingue romanze occidentali (francese e spagnolo) il termine è rimasto per indicare un centro abitato di grandi dimensioni, una cittadina o una città.
Molte ville erano dotate di cappelle o chiese, in taluni casi con un proprio curato, che faceva comunque riferimento al pievano e alla chiesa matrice della pieve, dove si trovava il fonte battesimale e si svolgevano le funzioni religiose più solenni ed importanti. La gerarchia fra ville e pievi è spesso citata nei documenti ecclesiastici in cui i pievani fornivano ai curati delle ville le istruzioni per la partecipazione a tali funzioni religiose, mentre in alcune festività di particolare rilievo (Festa del patrono, Pentecoste, ecc) gli abitanti delle ville curate erano tenuti a recarsi presso la pieve per la comune funzione religiosa.
Nel corso dei secoli tali ville sono cresciute di importanza sino ad assumere la titolarità di pieve o, più avanti, di parrocchia autonoma. Al contrario diverse pievi sono oggi frazioni di una loro villa divenuta comune. Si cita come esempio il comune di Camino al Tagliamento e la sua attuale frazione Pieve di Rosa.

## Letteratura
Anche in letteratura il termine villa è sovente utilizzato come sinonimo di villaggio. Ad esempio nel  Passero solitario di Leopardi si legge  "odi spesso un tonar di ferree canne, che rimbomba di villa in villa".

## Toponomastica

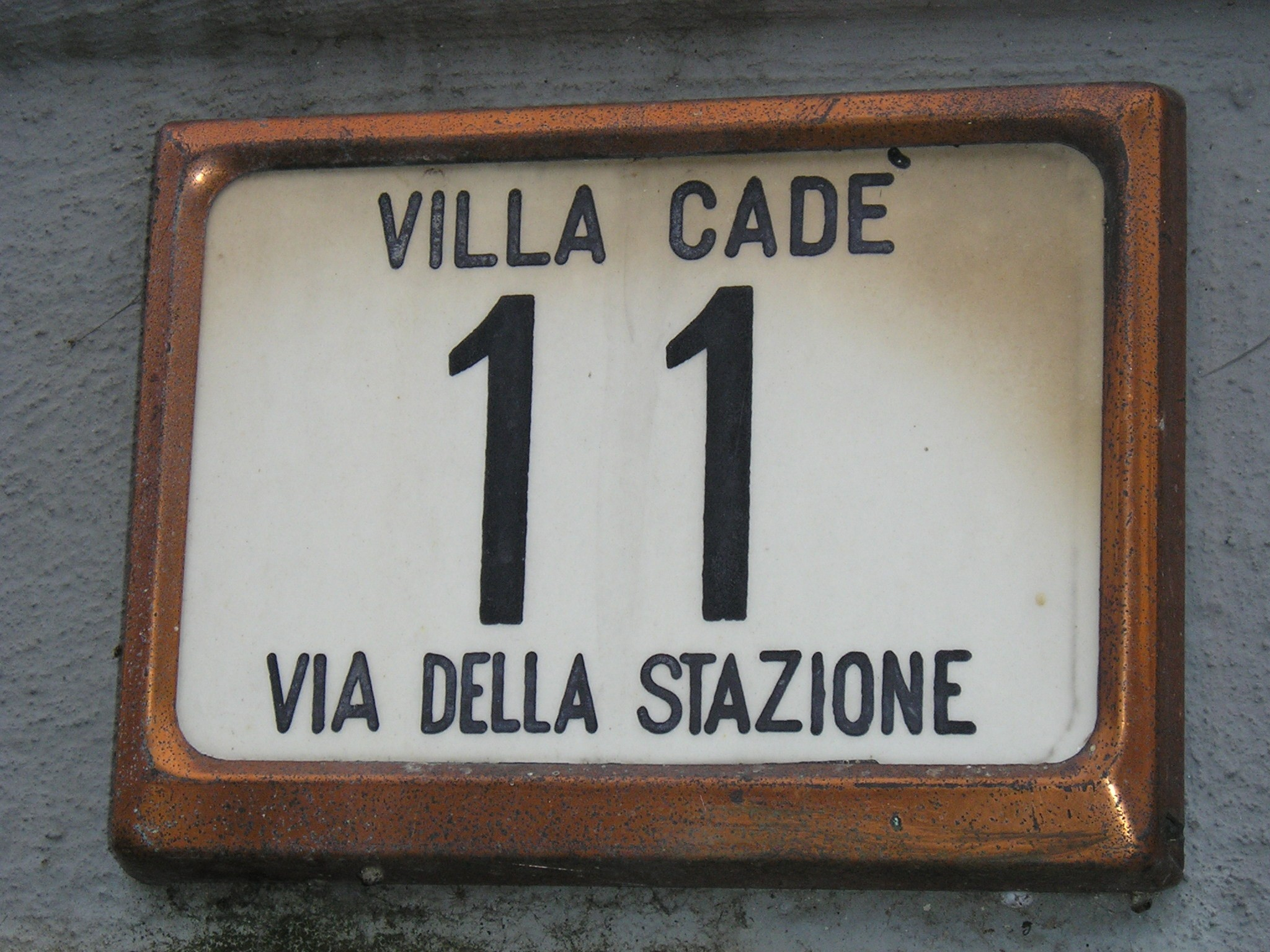
Un numero civico nella villa di Cadè (RE)

Dalla toponomastica si hanno numerose derivazioni, come ad esempio Villa Santina, Villa di Verzegnis e le tantissime Villanova, Villafranca o Francavilla. 
Al giorno d'oggi il termine villa è utilizzato raramente con il significato qui esposto, venendo sostituito da frazione, borgo o villaggio. In alcuni casi “La Villa” indica il borgo medievale, sede del castello, di un paese o una cittadina sviluppatasi poi dal Rinascimento a valle, dove erano corsi d’acqua e canali derivati -“bealere” nei documenti del territorio piemontese - che azionavano le ruote a pale dei molini, dei magli, delle segherie, che fornivano lavoro alla nuova classe sociale della borghesia-abitante appunto dei “Borghi” a valle dei centri anticomedioevali. Un esempio chiaro anche per la toponomastica è costituito da Incisa in provincia di Asti. (Cfr. gli studi monografici di G.Albenga, M.Pasqua, di M.Pavese sul territorio di Incisa Scapaccino già Incisa Belbo).

### Numerazione civica
In alcuni contesti territoriali italiani, specie nelle aree montane o nelle zone rurali caratterizzate da case sparse e piccoli nuclei abitati la numerazione civica non avviene per area di circolazione (strada e numero civico) bensì per località, quindi per villa. Solitamente la chiesa è contrassegnata dal numero civico 1 e l'assegnazione degli altri numeri civici avviene in senso antiorario partendo proprio dalla sede parrocchiale. Di fatto rispecchia l'usanza che già si applica alla numerazione civica di piazze o larghi, che non segue la prassi consuetudinaria che vuole contrapposti da un lato all'altro dell'area di circolazione numeri pari e numeri dispari.

## In Emilia-Romagna
In Emilia-Romagna, specie nel Reggiano, persiste l'utilizzo del prefisso villa per individuare il nome di una frazione geografica, in genere sede di parrocchia. Ancora oggi il territorio comunale della città di Reggio Emilia è suddiviso in 27 "ville". Sino agli inizi del Novecento i confini territoriali delle ville di Reggio Emilia arrivavano a lambire le antiche mura della città, oggi sostituite dai viali di circonvallazione. Con l'espansione urbana e l'abbattimento della cinta muraria molte di esse sono state inglobate nel centro urbano di Reggio, in particolare le ville di Ospizio, Santa Croce, San Pellegrino, San Prospero Strinati e parte del territorio un tempo facente parte della villa di Cavazzoli posto fra la ferrovia Milano-Bologna e il Mulino di San Claudio. Sino alla metà degli anni sessanta del Novecento le ville di Reggio Emilia non ancora inglobate nel centro urbano utilizzavano tipo di numerazione civica descritto sopra (esempio: Parrocchia di San Bartolomeo, Villa San Bartolomeo n.°1, Reggio Emilia).